# King's Disease
Albums de Nas
The Lost Tapes II
(2019) King's Disease II
(2021)
Singles
1. Ultra Black
Sortie : 14 août 2020

King's Disease est le douzième album studio du rappeur américain Nas, sorti en 2020.
L'album est majoritairement produit par Hit-Boy, assisté de quelques autres producteurs sur certains morceaux. Il contient notamment des apparitions du supergroupe The Firm (avec lequel Nas avait sorti un album en 1997), Anderson .Paak, A$AP Ferg, Big Sean, Charlie Wilson, ainsi qu'une participation non créditée de Dr. Dre.
L'album connait deux suites, King's Disease II et King's Disease III, sorties en 2021 et 2022.

## Historique
Après la sortie et les critiques mitigées de l'album Nasir, Nas annonce travailler sur un projet inachevé d'album produit par Swizz Beatz et RZA, qui ont tous deux travaillé sur The Lost Tapes II. Cependant, le 10 août 2020, Nas annonce sur son compte Instagram qu'un nouvel album, produit par Hit-Boy, sortira le 21 août 2020. Le premier single, Ultra Black, est dévoilé peu après l'annonce de l'album.

## Accueil
L'album reçoit globalement de bonnes critiques. Sur le site américain Metacritic, il obtient une note moyenne de 1⁄82/100, pour 4 critiques.

## Liste des titres
Source : Tidal
| 1.    | King's Disease                                            | - Nasir Jones - Chauncey Hollis                                                            | - Hit-Boy - Pat Junior (add.) - J. Pelham (add.) - Cyanca (add.) - Corbett (co.) | 1:52 |
| 2.    | Blue Benz                                                 | - Jones - Hollis                                                                           | - Hit-Boy - Penthouse Partit (co.) - Rogét Chahayed (co.)                        | 2:21 |
| 3.    | Car #85 (featuring Charlie Wilson)                        | - Jones - Charles Wilson - Hollis                                                          | - Hit-Boy                                                                        | 3:29 |
| 4.    | Ultra Black (featuring Hit-Boy)                           | - Jones - Hollis                                                                           | - Hit-Boy - Corbett (co.) - Audio Anthemt (co.)                                  | 3:19 |
| 5.    | 27 Summers                                                | - Jones - Hollis                                                                           | - Hit-Boy - Rogét Chahayed (co.)                                                 | 1:43 |
| 6.    | Replace Me (featuring Big Sean & Don Toliver)             | - Jones - Sean Anderson - Caleb Toliver - Hollis - Rashad Muhammad                         | - Hit-Boy - Haze (co.)                                                           | 2:51 |
| 7.    | Til the War is Won (featuring Lil Durk)                   | - Jones - Durk Banks - Hollis                                                              | - Hit-Boy                                                                        | 3:22 |
| 8.    | All Bad (featuring Anderson .Paak)                        | - Jones - Brandon Anderson - Nicholas Race - Hollis                                        | - Hit-Boy                                                                        | 3:49 |
| 9.    | The Definition (featuring Brucie B)                       | - Jones - Brucie Robinson - Hollis                                                         | - Hit-Boy                                                                        | 2:01 |
| 10.   | Full Circle (featuring The Firm)                          | - Jones - Anthony Cruz - Inga Marchand - Cory McKay - Andre Young - Hollis - Ryan Martinez | - Hit-Boy - G. Ry (co.)                                                          | 3:52 |
| 11.   | 10 Points                                                 | - Jones - Hollis                                                                           | - Hit-Boy                                                                        | 3:05 |
| 12.   | The Cure                                                  | - Jones - Hollis                                                                           | - Hit-Boy                                                                        | 3:53 |
| 13.   | Spicy (titre bonus) (featuring Fivio Foreign & A$AP Ferg) | - Nas - Maxie Ryles III - Darold Fergurson - Hollis - Derek Milano                         | - Hit-Boy                                                                        | 2:47 |
| 38:24 |                                                           |                                                                                            |                                                                                  |      |

Notes
- Full Circle contient des voix additionnelles de Dr. Dre et Robin Thicke.
- All Bad contient de la guitare basse MonoNeon[9]

## Samples
- Blue Benz contient un monologue de Louie Rankin tiré du film Belly (1998)[10].
- Replace Me contient une interpolation de Trip d'Ella Mai.
- Til the War Is Won contient un sample de Agape composé par Nicholas Britell pour le film Si Beale Street pouvait parler (2018).

## Classements et succès commercial
Sorti sur les plateformes de streaming le 21 août 2020, King's Disease atteint la 5e place du Billboard 200. En équivalent de nombres d'albums vendus, il se serait ainsi écoulé à 47 000 exemplaires pour première semaine d’exploitation, avec notamment 28 000 ventes réelles en physique. D'après Nielsen Music et MRC Data, l'album aurait été généré 36,17 millions de streams lors de sa première semaine.

### Classements hebdomadaires
| Classement (2020)              | Meilleure place |
| ------------------------------ | --------------- |
| Belgique (Flandre Ultratop)    | 59              |
| Canada (Canadian Albums Chart) | 12              |
| États-Unis (Billboard 200)     | 5               |
| France (SNEP)                  | 147             |
| Pays-Bas (Mega Album Top 100)  | 52              |
| Royaume-Uni (UK Albums Chart)  | 24              |
| Royaume-Uni (R&B Albums)       | 1               |
| Suisse (Schweizer Hitparade)   | 16              |